# 郡山城 (石見国)
郡山城（こおりやまじょう）は、島根県邑智郡邑南町にあった日本の城。
奈良時代に郡庁があった場所と言われるが定かではない。築城時期については、応仁の乱以降に、地元豪族の三宅氏によって築城された。
三宅氏は福屋隆兼に属し、永禄5年、毛利元就による福屋氏攻撃の際、郡山城は落城した。